# اتحاد نيجيريا
وكان اتحاد نيجيريا السلف إلى العصر الحديث نيجيريا. كان موجودا بين 1 أكتوبر 1960 و1 أكتوبر 1963. عندما انتهى الحكم البريطاني في عام 1960، أعطيت الاتحاد النيجيري الاستقلال بموجب قانون استقلال نيجيريا. وجاءت جمهورية نيجيريا الاتحادية إلى حيز الوجود في 1 تشرين الأول 1963. وخلال تلك الفترة، ظل العاهل البريطاني رئيسا للدولة نيجيريا، في حين تم تنفيذ وظائف يوما بعد يوم من رئيس الدولة من قبل الحاكم العام. وكان العاهل إليزابيث الثانية، وعقدت شخصين مكتب الحاكم العام:
- السير جيمس ويلسون روبرتسون أكتوبر 1960 - 16 نوفمبر 1960
- نامدي أزيكيوي 16 نوفمبر 1960 - 1 أكتوبر 1963

عقد أبو بكر تافاوا باليوا منصب رئيس الوزراء (رئيس الحكومة) لاتحاد نيجيريا خلال هذه الفترة. بعد إصلاح النظام الملكي، وأصبح الحاكم العام السابق نامدي أزيكيوي رئيس الجمهورية الاتحادي الجديد من نيجيريا.

## وصلات خارجية
- http://www.archontology.org/nations/nigeria/01_polity.php
- http://www.archontology.org/nations/nigeria/00_1954_1963_gg.php
- http://www.archontology.org/nations/nigeria/00_1960_1963_s.php
- http://www.worldstatesmen.org/Nigeria.htm
- http://hansard.millbanksystems.com/commons/1960/jul/04/commonwealth-prime-ministers-conference#S5CV0626P0_19600704_HOC_246*
- http://hansard.millbanksystems.com/lords/1963/dec/17/nigeria-republic-bill#S5LV0254P0_19631217_HOL_211
- http://hansard.millbanksystems.com/lords/1963/dec/18/royal-commission#S5LV0254P0_19631218_HOL_141